# Mission (Dakota del Sud)
Mission è una città degli Stati Uniti d'America, situata in Dakota del Sud, nella Contea di Todd.